# Krvobetna čeladica
Krvobetna čeladica (znanstveno ime Mycena haematopus) je vrsta glive iz družine Mycenaceae, pogosta v Evropi in Severni Ameriki, raste pa tudi na Japonskem in v Venezueli. Je gniloživka, kar pomeni, da pridobiva hranilne snovi iz razkrajajočih organskih ostankov. Zato pogosto raste v skupinah na razkrajajočih deblih in štorih listavcev, še posebej bukve.
Značilnosti glive so rdeča barva trosnjaka, pahljačasti robovi klobuka ter temno rdeče mleko oz. lateks, ki mezi iz tkiva glive po mehanski poškodbi (npr. pri zarezi). Tako trosnjak kot tudi podgobje izkazujeta slabotno bioluminiscenco. Krvobetna čeladica proizvaja edinstvene alkaloidne pigmente. V splošnem je gliva neužitna, čeprav nekateri viri zatrjujejo nasprotno.

## Taksonomija in nomenklatura
Glivo je prvotno poimenoval Persoon leta 1799 kot Agaricus haematopus, dokončno taksonomsko veljavo pa je ime dobilo leta 1821 v Friesevem delu Systema Mycologicum. Trenutno ime, Mycena haematopus, je določil nemški taksonom Kummer leta 1871. Označevalec vrste, haematopus, izhaja iz grških besed starogrško αἱματοσ: haímatos – krven (kar se nanaša na prisotnost rdečega mleka, eno od glavnih značilnosti glive) in starogrško πους: pous - noga, vznožje.
Lange je leta 1914 opisal podvrsto M. haematopus var. marginata, za katero je značilna rdečkasta barva koncev lističev. Geesteranus je obravnaval obarvanje lističev kot taksonomsko nepomembno zaradi prevelike raznolikosti v obarvanju.
Leta 1976 sta ameriška mikologa Mitchel in Smith v Koloradu opisala novo podvrsto, Mycena haematopus var. cuspidata s »kljunastim« izrastkom na klobuku, ki pa pogosto izgine med dozorevanjem glive. Geesteranus je omenjeno podvrsto poimenoval kot Mycena sanguinolenta var. cuspidata.

## Značilnosti
Bazidiokarp krvobetne čeladice, plodno telo podgobja oz. trosnjak, raste na razpadajočem lesu. Oblika klobuka je odvisna od razvojne stopnje glive: mlajši primerki so jajčaste ali stožčaste oblike, pozneje pa postanejo klobuki zvonaste oblike. Po popolni dozoritvi se robovi klobuka zavihajo navzgor, tako da postane klobuk skorajda raven, na sredini pa se pojavi izboklina (umbo). Največji premer klobuka znaša 4 cm, površina pa je sprva suha in prekrita s finim belkastim prahom, nato pa postane pološčena in vlažna. Poleg tega je sam klobuk pri odraslih primerkih polprozoren, zaradi česar je vidna žarkasta rast hif, kar odraža položaj lističev na spodnji strani. Barva klobuka je rdeče- do rožnato-rjava, pogosto z vijoličnimi odtenki, in je svetlejša proti robovih. Slednji so valoviti in imajo lahko raztrgan videz zaradi ostankov tanke membranske oz. pajčevinaste strukture, ki ščiti lističe med razvojem.
Meso glive je bledo do vinsko rdeče in nima posebnega vonja. Po mehanski poškodbi, kot je zareza, mezi iz tkiva rdeče mleko oz. lateks. Lističi trosovnice (himenija) so priraščeni na bet in so sprva belkaste ali sivo vinske barve, pozneje pa postanejo rdeče-rjavi. Njihovo število je majhno (giblje se med 20 in 30) in segajo od roba klobuka do beta, zaradi česar nastanejo vmesni prostori. Prisotni so tudi manjši lističi (lamelule), ki pa ne segajo od roba do beta in so razvrščeni v dveh ali treh serijah enakih dolžin. Bet temno rdeče-rjave barve je okoli 9 cm visok ter 0,1-0,2 cm širok. Je votel in krhek. Pri mlajših primerkih je zgornji del beta gosto prekrit s prahom cimetne barve, ki izgine skozi čas. Pri dnišču so prisotni grobi dlakasti izrastki. Kot pri klobuku tudi iz tkiva beta mezi rdeče mleko v primeru poškodbe.
Krvobetno čeladico zajeda plesen bucikasti zajedalnik (Spinellus fusiger), ki daje gostiteljski glivi »kosmat« videz.

### Mikroskopske in biokemijske značilnosti
Trosni prah je bele barve. Same spore so eliptične oblike, gladke in merijo 8–11 µm x 5–7 µm. So amiloidne, kar pomeni, da bodo absorbirale jod po obarvanju z Melzerjevim reagentom. Na vršičkih bazidijev so 4 spore. Cistide so terminalne celice hif v trosovnici in merijo 60-80 µm x 9-12 µm. Kaulocistide, tj. cistide na betu, so prisotne v skupinah oz. grozdih in merijo 20-55 µm x 3,5-12 µm. V tkivu lističev so prisotne številne celice, ki proizvajajo mleko in ga izločajo v primeru poškodbe.
Površina trosovnice je belkaste barve in puhasta. Terminalni deli hif so lahko odebeljeni, moniliformne hife (oblika niza krogelnih struktur) pa so zelo redke. Bioluminiscenca je prisotna, vendar je šibka. Zunajcelične (ekstracelularne) oksidaze so prisotne in predstavljajo eno od ključnih komponent pri gniloživstvu.

### Podobne vrste
Podobna vrsta iz rodu čeladic, ki proizvaja rdeče mleko, je M. sanguinolenta. Od krvobetne čeladice se loči po tem, da je manjša (premer klobuka je od 0,3-1 cm) in ima temno rjavo-rdeče robove klobuka, poleg tega pa raste rajši posamično v skupini kot pa v tesnejših zvezah s skupno bazo, in sicer na odmrlih listih in vejah, mahovih ter plasteh odpadlih borovih iglic. Barva klobuka pri M. sanguinolenta obsega rdeče- do oranžno-rjave odtenke, ostanki zaščitne membrane na robovih pa niso prisotni.

## Življenjski prostor in ekologija
V okviru rodu čeladic se krvobetno čeladico najlažje prepozna in je tudi najpogostejša. V Severni Ameriki uspeva gliva južno od Aljaske, pogosta pa je tudi v Evropi. Na Japonskem in v Venezueli uspeva podvrsta M. haematopus var. marginata. Na Nizozemskem je ena od mnogih vrst gliv, ki redno rastejo na starih tramovih pomolov. V blagem podnebju raste načeloma vso leto.
Je gniloživka oz. saprofit, zato pridobiva hranilne snovi preko razkrajanja organskih snovi. V skladu s tem navadno raste na gnilih deblih in štorih, navadno v skupini, pri kateri imajo vse glive skupno bazo. Razkroj lesa v gozdu je posledica skupnega delovanja širše skupnosti različnih vrst gliv. V smislu ekološke sukcesije je M. haematopus »pozni kolonizator«: rasti začne po tem, ko so les deloma razkrojile določene vrst gliv, ki razgrajujejo različne snovi, med drugim holocelulozo, tj. zmes celuloze in hemiceluloze.

## Užitnost
Čeprav nekateri viri zatrjujejo, da je krvobetna čeladica užitna goba, se v splošnem gobo obravnava kot neužitno oz. se priporoča izogibanje zaradi morebitnih toksinov, na katere gliva še ni bila testirana.  Iskanje dodatno otežuje relativno majhna velikost. Okus mesa je blago oz. rahlo kisel.

## Bioluminiscenca
Tako micelij kot tudi trosnjak pri vseh razvojnih stopnjah glive izkazujeta bioluminiscenco. Le-ta je sicer relativno šibka in velikokrat ni vidna niti s prostim očesom, prilagojenim na temo, zato so potrebni drugi načini zaznavanja, kot je večurna izpostavitev posebnim fotografskim filmom. Kljub temu, da biokemijski vidik bioluminiscence pri M. haematopus ni popolnoma raziskan, je v osnovi znano, da predstavlja ključno komponento tako kot pri vseh drugih luminiscenčnih glivah ter drugih organizmih encim luciferaza, ki oksidira določene substrate, imenovane luciferini, ki po prehodu iz vzbujenega energijskega stanja v osnovno stanje oddajajo svetlobo. Namen bioluminiscence pri glivah ni popolnoma razjasnjen, vendar obstajajo v glavnem tri hipoteze: po prvi naj bi gliva na ta način privabljala žuželke in tako olajšala raznos trosov na širše področje, po drugi strani pa bi lahko imela odbijajoči učinek na živali, ki se prehranjujejo z glivami, lahko pa bi preprosto bila stranski »produkt« drugih biokemijskih reakcij.

## Naravni proizvodi
Krvobetna čeladica proizvaja številne edinstvene spojine. Glavni pigment je hematopodin B, ki je tako kemijsko občutljiv na izpostavitev zraku in svetlobi, da je bil dolgo časa znan le njegov stabilnejši razpadni produkt, hematopodin. Sinteza pigmenta je bila razjasnjena leta 1996. Hematopodini so prvi pirolokinolinski alkaloidi, ki so bili odkriti v glivah; pirolokinolini so v osnovi kombinacija pirola in kinolina, ki sta heterociklični aromatični organski spojini. Podobne spojine se nahajajo v morskih spužvah in imajo veliki potencial za raziskovanje zaradi raznovrstnih bioloških aktivnostih, kot so citotoksično delovanje proti tumorskim celicam ter protimikrobno delovanje. Med alkaloidnimi spojinami v glivi so med drugim še rdeči pigmenti micenarubini D, E in F. Pred odkritjem vseh omenjenih spojin so domnevali, da so pirolokinolinski alkaloidi redko prisotni v kopenskih organizmih.